# Kristins Hall
Die Kristins Hall ist ein Eishockeystadion in Lillehammer, Norwegen.

## Geschichte
Die Kristins Hall wurde 1988 eröffnet und ist seither Heimspielstätte des professionellen Eishockeyclubs Lillehammer IK aus der GET-ligaen. Für einige besondere Spiele nutzt der Verein jedoch auch die deutlich größere Håkons Hall. Bei der Eishockey-B-Weltmeisterschaft 1989 war die Kristins Hall einer der beiden norwegischen Austragungsorte.
Die Kristins Hall war zudem einer der Austragungsorte bei den Winter-Paralympics 1994 sowie bei den Olympischen Jugend-Winterspielen 2016 einer der beiden Austragungsorte im Eishockey und im Curling.